# Gaia Online
GaiaOnline is een Engelstalige website voor sociale interactie met een anime-thema. Oorspronkelijk bekend als Go-Gaia, werd de site voor het publiek geopend op 18 februari 2003. De website begon oorspronkelijk als een animelinksite, maar na een mededeling van de stichter Derek Liu (gebruikersnaam "Lanzer") werd dit veranderd in een sociale-interactiesite met haar eigen kleine gemeenschap. Het werd uiteindelijk de forum gebaseerde website die het nu is. Gaia heeft dagelijks meer dan 2,5 miljoen posts, meer dan een miljard posts in totaal en meer dan 2,5 miljoen gebruikers per maand. In 2007 heeft Gaia bovendien de Webware 100 award in de 'Community' categorie gewonnen.
Leden van de website, die Gaians worden genoemd, creëren een persoonlijke avatar en een virtueel huis, en richten deze in met spullen die men kan kopen met goud. Deze virtuele valuta wordt aan de leden verstrekt als deze deelnemen aan activiteiten zoals Flash-spellen of posten op de forums. Verder is er een tweede valuta vrijgegeven in 2007, Gaia Cash, dat te koop is in winkels in de VS zoals Rite Aid, Wal-Mart en Target winkels.

## Maandelijkse verzamelobjecten
Maandelijkse verzamelobjecten (Engels: Monthly Collectibles) zijn voorwerpen die gekocht kunnen worden met echt geld en zijn bedoeld om het onkosten en onderhoud aan Gaia Online te dekken. Het donatiesysteem was bedacht in juni 2003, toen gebruikers klaagden dat ze graag een donatiesysteem wilden zien, zodat meer mensen een bijdrage zouden leveren voor Gaia. Bij elke donatie van $2,50 krijgt een gebruiker een voorwerp, bekend als een "Gesloten Envelop", in zijn of haar inventaris.
Op de 15de van de maand, verdwijnt de Gesloten Envelop van de inventaris en wordt vervangen door een "Bedankt Brief" (Engels: Thank You Letter) voor die maand. Gebruikers kunnen deze brieven openen en uit twee of drie unieke verzamelobjecten van die maand er een kiezen. In het verleden volgde men een ander systeem. Bij een bijdrage boven $5,00 kreeg een gebruiker een verzamelobject. Verzamelobjecten hadden ook oorspronkelijk een andere naam; donatieobjecten (Engels: Donation Items). Echter, omdat dit voor gerechtelijke problemen kon zorgen werd dit veranderd.
Gesloten Enveloppen kunnen worden gekocht via de (mobiele) telefoon, via PayPal, creditcard, de post en met Gaia Cash.
Gebruikers kunnen de Gesloten Enveloppen ook van andere gebruikers kopen met Gaia goud op de marktplaats. Vanwege dit feit verkoopt een groot deel van de donateurs haar Gesloten enveloppen iedere maand voor grote hoeveelheden Gaia-goud.
Gaia heeft tegenwoordig ook Gaia Cash. Dit is virtueel geld, net als Gaia goud, wat men kan kopen voor echt geld. Bijvoorbeeld, 1 dollar staat gelijk aan 100 Gaia Cash. Gaia biedt Gaia Cash-kaarten in nominaties van tien, vijfentwintig en vijftig dollar.

## Spelletjes
Gaia Online biedt momenteel tien Flash-spellen aan: Vissen (Engels: Fishing), Dorpen (Engels: Towns), Woord Bumpen (Engels: Word Bump), Jigsaw, Casino (Engels: Slots), Bioscopen (Engels: Cinemas), Kaarten (Engels: Cards), Rally, Virtueel Hollywood, zOMG, Pinbal en Tiles. Samen zijn deze spelletjes verantwoordelijk voor 10-15% van de activiteit op Gaia. Bij de meeste spelletjes kunnen gebruikers verschillende voorwerpen en/of goud winnen.

## Markt
Gaia heeft haar eigen, volledig functionele marktplaats. De markt is verdeeld in vier delen - Winkels (Engels: Shops), Handel (Engels: Trade), Marktplaats en Gaia Cash winkel.
- Winkels: Er zijn verschillende winkels waar NPCs (kort voor: Non Playable Characters, vertaald: niet speelbare karakters) verschillende voorwerpen verkopen voor avatars, huizen, auto's, etc. Deze winkels zijn allen van een ander type. Een speler kan voorwerpen kopen met Gaia-goud en Gaia Cash. Voorwerpen gekocht in de winkels kunnen voor 50% van de aankoopprijs terug verkocht worden aan de winkel.
- Handel: Gebruikers kunnen in voorwerpen en goud handelen met andere gebruikers.
- Marktplaats: Gebruikers kunnen tot 10 voorwerpen aanbieden ter verkoop in een eBay-achtig verkoopsysteem. De kosten voor het gebruik van dit systeem bedragen 2% belasting over alle verkochte voorwerpen, deze belasting is een recente verandering.
- Gaia Cash Winkel: Ook bekend als "La Victoire", is de Cash Winkel een recente ontwikkeling in Gaia, waar men met Gaia Cash voorwerpen kan kopen. Nieuw is dat er ook de "evoluerende voorwerpen" te koop zijn, die mettertijd veranderen zodra er een reportage over wordt uitgebracht. Verder zijn ook Maandelijkse verzamelobjecten bij de Cash-winkel te koop.

## Queestes
Het Gaia Queestes-systeem (Engels: Gaia Quest) geeft gebruikers speciale voorwerpen als men een queeste voltooid. De meeste queestes op de site zijn bedoeld als reclame: voorwerpen die verwant zijn aan de films of animeseries die men promoot, worden aan gebruikers verstrekt. Films die door het Gaia Queeste-systeem zijn gepromoot, betreft: Gracie, Pirates of the Caribbean: At World's End, The Golden Compass, Nancy Drew, The Last Mimzy, The Spiderwick Chronicles, Kung Fu Panda, Bee Movie, en You Don't Mess With The Zohan. Tv-series zijn ook gepromoot, zoals "Naruto" en "Tsubasa: Reservoir Chronicle". Enkele queestes waren voor spelletjes, zoals "Dragon Quest Swords" en "Naruto: Ultimate Ninja".